# Blåsippor (sång)
Blåsippor, med inledningsorden Blåsippan ute i backarna står, är en svensk barnvisa med text av Anna Maria Roos. Dikten, som har tre strofer, publicerades första gången i Lilla Elnas sagor 1894. Den tonsattes av Alice Tegnér, då musiklärare i Djursholm, och publicerades 1895 i Sjung med oss, Mamma! häfte 3 och 1943 i Nu ska vi sjunga, under rubriken "Visor om djur och blommor".

## Inspelningar
En tidig inspelning gjordes i Stockholms konserthus den 19 juni 1947 av Sylvan Beré och Knut Edgardt, då den ingick i ett barnvisepotpurri, och gavs ut på skiva i december samma år. Sången sjöngs in 1963 med Alice Babs och Titti Sjöblom på både LP och singel under titeln Sjung med oss, Mamma. Den finns också insjungen på skiva av  "Pling" Forsman från 1975 på ett skivalbum med sånger ur boken "Nu ska vi sjunga".